# Вакцина Sanofi–GSK проти COVID-19
Вакцина Sanofi–GSK проти COVID-19, також відома під назвою VAT00002 — кандидат на вакцину проти COVID-19, розроблений спільно компаніями «Sanofi Pasteur» та «GlaxoSmithKline».

## Розробка
У липні 2020 року уряд Великої Британії підписав договір на поставку 60 мільйонів доз вакцини проти COVID-19, розробленої компаніями «GlaxoSmithKline» та «Sanofi». Вона створена на основі рекомбінантного білка, і для її створення використана технологія компаній «Sanofi» та «GlaxoSmithKline», спеціально розроблена під час пандемії. Компанії стверджували, що зможуть виробляти один мільярд доз вакцини за умови успішного завершення клінічних досліджень, та схвалення вакцини регуляторними органами протягом першої половини 2021 року. Компанії також погодилися на укладення договору з США на поставку 100 мільйонів доз вакцини на суму 2,1 мільярда доларів.